# Stele di re Djet

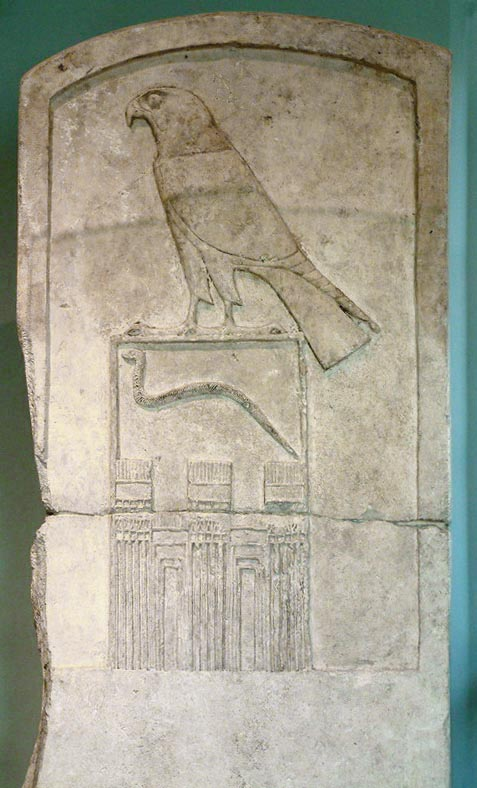
La stele di re Djet

La stele di re Djet (o di re Get), proveniente da Abido ed oggi conservata al Museo del Louvre, è una lapide funeraria in pietra risalente alla I dinastia egizia, quindi circa al 3000 a.C., che prende il nome dal faraone Djet.

## Tomba

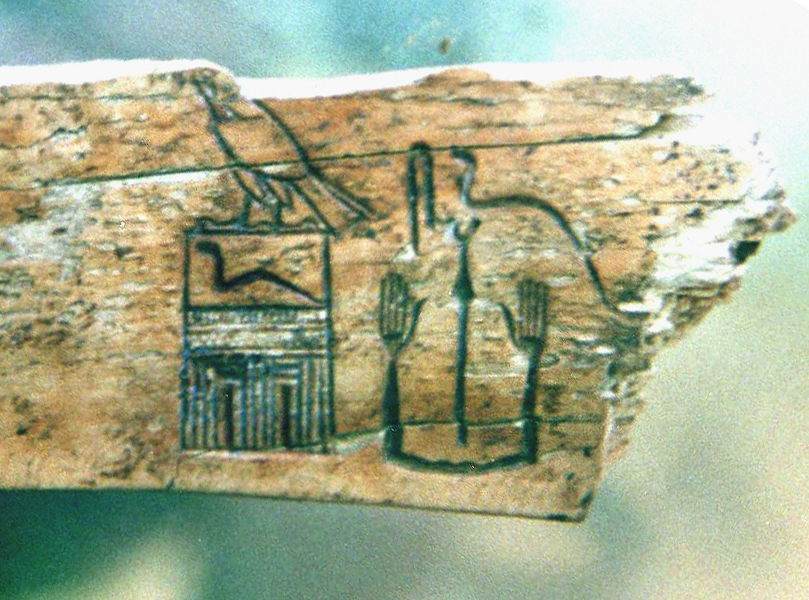
Frammento di pettine in avorio riportante il serekh di Djet e il nome dell'ufficiale di corte Sekhemkasedj, Museo Egizio del Cairo.

La tomba del re Djet ad Abido corrisponde alla Tomba Z di Petrie.
Si trova a sudovest della tomba di suo patre, il re Djer.
La tomba di Djet è circondata da altre 174 sepolture sussidiarie per lo più di servitori che furono sacrificati alla morte di Djet per servirlo nell'oltretomba. 
La tomba fu intenzionalmente bruciata, cosa che avvenne ad Abido anche per altre tombe di questo periodo. Successivamente le tombe furono ristrutturate in associazione al culto di Osiride. 
La stele funeraria fu rinvenuta all'interno della tomba, assieme ad un pettine di avorio riportante il nome di Djet, utensili di rame e ceramica.

## Descrizione
Sul lato frontale della stele è scolpito il nome di Horus di Djet, un serpente sovrastato da un falco (Horus), che si potrebbe interpretare come "Horus il serpente". 
La stele mostra come lo stile egizio in quell'epoca fosse già completamente sviluppato.
La stele fu scoperta nel 1904 da Émile Amélineau ed è oggi esposta al Museo del Louvre.